# قره‌داغ (آق‌سو)
قره‌داغ (به لاتین: Qaradağ) یک منطقه مسکونی در جمهوری آذربایجان است که در شهرستان آق‌سو واقع شده است. قره‌داغ ۴۴۳ نفر جمعیت دارد.